# (438) Zeuxo
(438) Zeuxo es un asteroide perteneciente al cinturón de asteroides descubierto el 8 de noviembre de 1898 por Auguste Honoré Charlois desde el observatorio de Niza, Francia.
Está nombrado por Zeuxo, una de las oceánides de la mitología griega.